# ورزاب‌قلعه
ورزاب‌قلعه جماعت و شهرکی در کشور تاجیکستان است که در ناحیهٔ ورزاب ناحیه‌های تابع جمهوری قرار دارد. جمعیت این جماعت ۸۳۱۸ است.